# Municipio de Deer Creek (condado de Webster)
El municipio de Deer Creek (en inglés: Deer Creek Township) es un municipio ubicado en el condado de Webster en el estado estadounidense de Iowa. En el año 2010 tenía una población de 429 habitantes y una densidad poblacional de 4,83 personas por km².

## Geografía
El municipio de Deer Creek se encuentra ubicado en las coordenadas 42°35′35″N 94°16′15″O / 42.59306, -94.27083. Según la Oficina del Censo de los Estados Unidos, el municipio tiene una superficie total de 88.76 km², de la cual 88,32 km² corresponden a tierra firme y (0,5 %) 0,44 km² es agua.

## Demografía
Según el censo de 2010, había 429 personas residiendo en el municipio de Deer Creek. La densidad de población era de 4,83 hab./km². De los 429 habitantes, el municipio de Deer Creek estaba compuesto por el 97,44 % blancos, el 0,7 % eran afroamericanos, el 0,47 % eran amerindios, el 0,23 % eran asiáticos y el 1,17 % eran de una mezcla de razas. Del total de la población el 2,1 % eran hispanos o latinos de cualquier raza.